# 国吉真子
国吉 真子（くによし まこ、1973年9月4日 -）は日本の柔道家。沖縄県出身。72kg超級の選手。現役時代は身長174cm、体重90kg。

## 経歴
柳川高校へ進むと、2年の時には新設された女子団体戦の金鷲旗で3年の松永真里子や1年の佐野奈津子とともに活躍して優勝を勝ち取った。同じく新設されたインターハイ女子団体戦では決勝で夙川学院高校と対戦すると、代表戦で佐野が吉田早希に判定で敗れて2位にとどまった。高校選手権の72kg超級では優勝を飾った。3年の時には金鷲旗で2連覇を果たした。インターハイの団体戦では予選リーグで夙川学院高校と同じブロックに入ってしまったこともあって、得失点差で決勝トーナメントに進めなかった。新設された国体少年女子の部では福岡工大附属高校1年の田村亮子や佐野とともに活躍して福岡県の優勝に貢献した。強化選手選考会では3位だった。
1992年には住友海上の所属となった。1993年の実業個人選手権では66kg超級でミキハウスの浅田ゆかりに敗れて2位だった。1994年には全日本選手権の準々決勝で高校の3年後輩にあたる柳川高校3年の阿武教子に判定で敗れるも5位になった。実業個人選手権では決勝でコマツの室井奈々恵に敗れた。1995年から全国女子体重別で2年連続3位になった。1996年からはコマツへ所属を鞍替えすると、体重別で2年連続して3位に入った。実業個人選手権では1996年から2連覇を果たした。1997年のワールドカップ国別団体戦では3位になった。東アジア大会では決勝でアトランタオリンピックで優勝した中国の孫福明に横四方固で敗れるも2位になった。

## 主な戦績
(階級表記のない大会は全て72kg超級での成績)
- 1990年　- 金鷲旗　優勝
- 1990年　- インターハイ　団体戦　2位
- 1991年 -　全日本選手権　5位
- 1991年 -　高校選手権　優勝
- 1991年　- 金鷲旗　優勝
- 1991年　- 国体 少年女子の部　優勝
- 1991年 -　強化選手選考会　3位
- 1993年　- 実業個人選手権 2位(66kg超級)
- 1994年 -　全日本選手権　5位
- 1994年　- 実業個人選手権 2位
- 1995年　- 全国女子体重別　3位
- 1996年 -　体重別　3位
- 1996年　- 実業個人選手権 優勝
- 1996年　- 全国女子体重別　3位
- 1997年 -　ワールドカップ国別団体戦　3位
- 1997年 -　東アジア大会　2位
- 1997年 -　体重別　3位
- 1997年　- 実業個人選手権 優勝

(出典、JudoInside.com)